# Óttarshnúkur
Óttarshnúkur är ett berg i republiken Island. Det ligger i regionen Norðurland eystra, 400 km nordost om huvudstaden Reykjavík. Toppen på Óttarshnúkur är 457 meter över havet, eller 154 meter över den omgivande terrängen. Bredden vid basen är 3,3 km.
Trakten runt Óttarshnúkur är nära nog obefolkad, med mindre än två invånare per kvadratkilometer. Det finns inga samhällen i närheten. Trakten runt Óttarshnúkur består i huvudsak av gräsmarker.